# Ken Jenkins
Ken Jenkins, né le 28 août 1940 à Dayton en Ohio, est un acteur américain.
Son rôle le plus connu est celui du Dr. Bob Kelso, directeur de l'hôpital du Sacré Cœur dans la série télévisée Scrubs.
Il est également apparu dans des séries telles que X-Files : Aux frontières du réel, Star Trek : La Nouvelle Génération, et Dallas, où il incarne un directeur de prison qui martyrise J.R. Ewing.

## Biographie

### Carrière
Ken Jenkins est aussi un acteur de théâtre reconnu, avec plus de 30 ans de carrière. Il monte en moyenne dix pièces par an, soit en tant qu'acteur, metteur en scène ou dramaturge. Il a notamment incarné Hamlet et Cyrano de Bergerac, et joué d'autres pièces classiques de Shakespeare, Ibsen, George Bernard Shaw ou Molière. Il est le cofondateur de l'Actors Theatre de Louisville, dans lequel il continue à jouer en tant qu'acteur, et ce depuis 1983.

### Vie privée
Depuis 1970, il est marié à l'actrice Katharine Houghton. Il était auparavant marié à l'illustratrice Joan Patchen dont il a eu trois fils, Matthew, Daniel et Joshua (Daniel Jenkins son fils est également acteur).
Il est passionné par le dressage des chiens, et également par le travail du bois.
Son chien Baxter dans la série Scrubs est également son chien dans la vraie vie.

## Filmographie partielle

### Cinéma
- 1989 : Abyss : Gérard Kirkhill, représentant de Benthic Petroleum Co.
- 1990 : Air America : Major Lemond
- 1996 : Liens d'acier : Warden Nichols
- 1996 : Ultime Décision : Gen. Wood
- 1996 : Dernier Recours : Cap. Tom Pickett
- 1998 : Un privé à L.A. : Linguist
- 2000 : 60 secondes chrono : Possesseur d'une des 50 voitures
- 2001 : Sam, je suis Sam : le juge McNeily
- 2002 : La Somme de toutes les peurs : l'Amiral Pollack.
- 2002 : Top chronos : Moore, l'agent de la NSA

### Télévision
- 1978 : Dallas (série télévisée): Un directeur de prison (saison 12 épisode 5)
- 1990 : Star Trek : La Nouvelle Génération (série télévisée) : saison 3, épisode 1 : Évolution : docteur Paul Stubbs
- 1992 : Le Choix d'une mère (A Private Matter) de Joan Micklin Silver
- 1993 : Le Fléau (mini-série) : Le père de Fran
- 1997 : Babylon 5 (série télévisée) : saison 4, épisode 15
- 1999 : Sliders (série télévisée) : saison 4, épisode 22 ; Saison 5, épisode 17
- 2001 - 2010 : Scrubs (série télévisée) : Dr. Bob Kelso
- 2001 : X-Files : Aux frontières du réel (saison 8, épisode Luminescence) : l'inspecteur Karras
- 2010 - 2015 : Cougar Town (série télévisée) : Chick Cobb, le père de Jules
- 2016 : All the Way (téléfilm) de Jay Roach : Howard W. Smith
- 2018 : Les Désastreuses Aventures des orphelins Baudelaire (série télévisée) : Sam